# Walter Franke (Mediziner)
Walter Franke (* 6. August 1834 in Halle an der Saale; † 27. April 1903 ebendort) war ein deutscher Mediziner.

## Leben
Der am 6. August 1834 in Halle geborene Walter Franke war Sohn des Theologen Carl Christian Leberecht Franke. Auf einem Pädagogium in seiner Heimatstadt vorgebildet, studierte er an der Universität Halle Medizin, Naturwissenschaften sowie Philosophie. Er wechselte an die Universität Würzburg, um unter Rudolf Virchow das Studium fortzusetzen, ging dann aber wieder an die in Halle. Dort wurde er 1856 schließlich zum Doktor der Medizin und der Chirurgie promoviert. Seine Habilitation fand 1861 statt. Daneben hielt er Vorlesungen, besonders über Geburtshilfe. Ferner betrieb er eine Praxis zur Geburtshilfe und Chirurgie. Die Stelle als Privatdozent hatte er seit 1877 allerdings aus unbekannten Gründen nicht mehr inne.
Er war wie sein Vater Mitglied der Freimaurerloge Zu den drei Degen in Halle.

## Werke
- De malo coxae senili (1856, Dissertation)
- De versione fetus in pedes pelvi angusta (1861, Habilitationsschrift)